# Municipio de Harrison (condado de Spencer)
El municipio de Harrison (en inglés: Harrison Township) es un municipio ubicado en el condado de Spencer en el estado estadounidense de Indiana. En el año 2010 tenía una población de 2000 habitantes y una densidad poblacional de 14 personas por km².

## Geografía
El municipio de Harrison se encuentra ubicado en las coordenadas 38°7′45″N 86°50′20″O / 38.12917, -86.83889. Según la Oficina del Censo de los Estados Unidos, el municipio tiene una superficie total de 142.9 km², de la cual 142,12 km² corresponden a tierra firme y (0,55 %) 0,78 km² es agua.

## Demografía
Según el censo de 2010, había 2000 personas residiendo en el municipio de Harrison. La densidad de población era de 14 hab./km². De los 2000 habitantes, el municipio de Harrison estaba compuesto por el 97,95 % blancos, el 0,15 % eran afroamericanos, el 0,25 % eran amerindios, el 0,75 % eran asiáticos, el 0,2 % eran de otras razas y el 0,7 % eran de una mezcla de razas. Del total de la población el 0,25 % eran hispanos o latinos de cualquier raza.